# Kouffo
Kouffo é um departamento do Benim. Sua capital é a cidade de Dogbo-Tota.

## Comunas
- Aplahoué
- Djakotomey
- Klouékanmè
- Lalo
- Toviklin

## Demografia
| 2002   | 2013   | Taxa de variação intercensitária |
| 524586 | 745328 | 3,16%                            |